# Paul Fleck
Friedrich Karl Paul Fleck (Gross-Glogau, 26. lipnja 1859. – Klein-Menow, 16. veljače 1921.) je bio njemački general i vojni zapovjednik. Tijekom Prvog svjetskog rata zapovijedao je VIII. pričuvnim korpusom, XVII. korpusom, te LXII. korpusom na Zapadnom i Solunskom bojištu.

## Vojna karijera
Paul Fleck rođen je 26. lipnja 1859. u Gross-Glogau. U prusku vojsku stupio je služeći u Kadetskom korpusu. Od travnja 1876. služi u 18. pješačkoj pukovniji u kojoj u lipnju 1879. postaje pobočnikom. Prusku vojnu akademiju pohađa od rujna 1884., te se po završetku iste, s činom poručnika, u koji je unaprijeđen u travnju 1886., vraća na službu u 18. pješačku pukovniju. U travnju 1888. postaje vojnim instruktorom u Pruskom nadzorništvu za kadete koju dužnost obnaša do srpnja 1889. kada je premješten na službu u 12. grenadirsku pukovniju smještenu u Frankfurtu na Odri. U travnju 1891. promaknut je u satnika, te je s tim činom ponovno premješten na službu u Prusku nadzorništvo za kadete kao vojni predavač. Navedenu dužnost obnaša idućih pet godina, do ožujka 1896., kada postaje zapovjednikom satnije u 12. grenadirskoj pukovniji u kojoj je ranije već služio. Tijekom službe u navedenoj pukovniji u prosincu 1898. unaprijeđen je u bojnika, te u svibnju 1900. postaje i zapovjednikom bojne.
U travnju 1904. Fleck postaje ravnateljem Pruske vojne škole, da bi u travnju iduće 1905. godine bio promaknut u potpukovnika. U veljači 1908. imenovan je najprije privremenim, a mjesec dana poslije, i trajnim zapovjednikom 42. pješačke pukovnije. Istodobno s tim imenovanjem unaprijeđen je u čin pukovnika. U ožujku 1912. promaknut je u čin general bojnika, te postaje zapovjednikom 27. pješačke brigade smještene u Kölnu.

## Prvi svjetski rat
Na početku Prvog svjetskog rata Fleck je imenovan zapovjednikom 14. pješačke divizije. Zapovijedajući navedenom divizijom koja se nalazila u sastavu 2. armije Fleck sudjeluje u opsadi Liegea, te Prvoj bitci na Marni. U kolovozu 1914. Fleck je promaknut u čin general poručnika, dok je u siječnju 1915. imenovan zapovjednikom VIII. pričuvnog korpusa zamijenivši na tom mjestu Wilhelma von Egloffsteina. Zapovijedajući navedenim korpusom sudjeluje u Prvoj bitci u Champagni. Nakon završetka navedene bitke 16. ožujka 1915. godine odlikovan je ordenom Pour le Mérite. 
U rujnu 1916. Fleck je zamijenio Günthera von Pannewitza na mjestu zapovjednika XVII. korpusa tijekom Bitke na Sommi. Navedenim korpusom zapovijeda do veljače 1918. kada je premješten na Solunsko bojište gdje od Richarda von Weberna preuzima zapovjedništvo nad LXII. korpusom. Navedenim korpusom zapovijeda sve do kraja rata.

## Poslije rata
Nakon završetka rata Fleck se umirovio. U listopadu 1919. dobiva počasni čin generala pješaštva. Preminuo je 16. veljače 1921. godine u 62. godini života u Klein-Menowu.

## Vanjske poveznice
(eng.) Paul Fleck na stranici Prussianmachine.com

(njem.) Paul Fleck na stranici Deutschland14-18.de  Arhivirana inačica izvorne stranice od 22. veljače 2014. (Wayback Machine)